# Саблино (Московская область)
Саблино — деревня в Зарайском районе Московской области, в составе муниципального образования сельское поселение Каринское (до 29 ноября 2006 года входила в состав Летуновского сельского округа).
В Саблино на 2016 год 3 улицы — Центральная, Лесная и Школьная, деревня связана автобусным сообщением с райцентром и соседними населёнными пунктами.

## География
Саблино расположено в 17 км на юго-восток от Зарайска, на запруженной реке Пилис, правом притоке реки Мечи, высота центра деревни над уровнем моря — 159 м.

## Население
| 2002 | 2006 | 2010 |
| ---- | ---- | ---- |
| 78   | ↗81  | ↗98  |

## История
Саблино впервые в исторических документах упоминается в 1676 году. В XVIII веке деревней владел дед Пушкина Лев Пушкин. В 1790 году в деревне числилось 16 дворов и 185 жителей, в 1858 году — 30 дворов и 127 жителей, в 1906 году — 29 дворов и 252 жителя. В 1930 году был образован колхоз «Отпор кулаку» (позже «Новая жизнь»), с 1950 года вошёл в колхоз им. Горького, с 1960 года — в составе совхоза «Родина». До 1954 года — центр Саблинского сельсовета.